# Провулок Мініна (Мелітополь)
Провулок Мініна — провулок в Мелітополі на Юрівці. Починається від Ногайської вулиці, повертає під прямим кутом і виходить на вулицю Пожарського. Забудована приватними будинками.

## Назва
Провулок названий на честь Кузьми Мініна, російського національного героя, одного з організаторів і керівників Другого народного ополчення городян і селян Московії проти Польсько-литовської окупації.
Поруч з провулком знаходиться однойменна вулиця Мініна, а також вулиця Пожарського, названа на честь князя Дмитра Пожарського, який організовував народне ополчення спільно з Мініним.

## Історія
Перша відома згадка провулка дотується 17 січня 1939, коли він носив назву Аеродромний (або Аеродромний 1-й, Аеродромівський, провулок Аеродрома).
7 жовтня 1960 року провулок був перейменований на провулок Мініна.